# Union Henndorf
Die Union Woerle Henndorf ist ein österreichischer Fußballverein aus der Gemeinde Henndorf am Wallersee im Bundesland Salzburg. Der Verein spielt in der Salzburger Liga, der vierthöchsten österreichischen Spielklasse.

## Geschichte

### Gründung als ÖTSU Henndorf
Am 22. August 1949 wurde der ÖTSU Henndorf von Josef Klee, Franz Wörndl und Josef Huber im Gasthof Stoifl (Römerstein) gegründet. Bei der Gründungsversammlung wurde der Gendarmerie-Bezirksinspektor Erasmus Dießlbacher zum ersten Obmann gewählt. Gemäß der damaligen Statuten stieg man in der 2. Klasse ein, die dazumal die vierthöchste Österreichische Spielklasse war. Da zur damaligen Zeit wegen fehlender Finanzen noch kein Trainer verpflichtet werden konnte, merkte man noch die fehlende Technik der Mannschaft. Diese wurde aber durch enormen Kampf- und Teamgeist ausgeglichen, wodurch bereits im zweiten Spieljahr die "Rote Laterne" abgeben werden konnte.
1954 stieg die Mannschaft ab, schaffte aber im Folgejahr wieder den Aufstieg. 1963 stand die Mannschaft wieder da, wo sie 1949 angefangen hatte – in der untersten Spielklasse. 1967 wurde der lang erhoffte Meistertitel der 3. Klasse geholt und somit stand einem Aufstieg in die 2. Klasse Nord nichts mehr im Wege. Bereits in der darauffolgenden Saison konnte auch in dieser Klasse der Meistertitel geholt werden, was den Aufstieg in die 1. Klasse Nord bedeutete.
Unter Spielertrainer Gerhard Wegrostek gelang 1971 der Meistertitel in der 1. Klasse Nord und die ÖTSU Henndorf wurde zum "Ligisten".

### Aufstieg in die Regionalliga West
Bereits 2 Jahre später (1973) gelang es unter Trainer Hubert Reiter den Meistertitel der Landesliga zu erringen und somit in die zweithöchste Liga Österreichs, die Regionalliga West, aufzusteigen. Damit stand man gerade mal 6 Jahre nach dem Meistertitel in der untersten Liga plötzlich in der zweithöchsten Liga Österreichs. Nach einer Saison musste man sich jedoch wieder aus dieser Liga verabschieden.

### Großer Umbruch
Vor der Saison 1975/76 kam es zum großen Umbruch der Mannschaft, da wichtige Stützen (z. B. Georg Friesenegger, Martin Dietmann, …) ihre Fußballstiefel an den Nagel hängten. Dadurch musste man in diesem Jahr in die Landesklasse absteigen. Da der Umbruch noch nicht ganz verdaut war, musste man 1980 den Weg in die 1. Klasse Nord antreten.
Durch eine Reform wurde 1983 der Aufstieg in die 2. Landesliga Nord geschafft. 1988 stieg man erneut in die 1. Landesliga auf. Unter Trainer Andreas Ausweger konnte 1992 neuerlich der Meistertitel in der 1. Landesliga erreicht werden. Ein Aufstieg blieb den Henndorfern jedoch verwehrt, da die Regionalliga West in diesem Jahr durch eine Reform des SFV aufgelöst wurden.

### Umbenennung in "Union Woerle Henndorf"
Im Rahmen der Jahreshauptversammlung kam es 2008 zur Umbenennung des Vereinsnamens in Union Woerle Henndorf.
2009 feiert die Union Woerle Henndorf ihr 60-jähriges Bestehen. Weiters spielen die Henndorfer seit zwei Jahrzehnten ohne Unterbrechung in der höchsten Salzburger Spielklasse und können sich somit mit Recht als "Inventar" dieser Liga bezeichnen.

## Erfolge
- 3 × Meister 1. Landesliga: 1973, 1992, 2023
- 1 × Meister 2. Landesliga: 1988
- 1 × Meister 1. Klasse: 1971
- 1 × Meister 2. Klasse: 1968
- 1 × Meister 3. Klasse: 1967